# Zondvloed en hel
Jheronimus Bosch, ca. 1514
Olieverf op paneel
69 × 36 en 69 × 39
Zondvloed en Hel zijn twee panelen van de Nederlandse schilder Jheronimus Bosch in het Museum Boijmans Van Beuningen.

## Voorstelling
De panelen zijn aan beide zijden beschilderd en waren oorspronkelijk vrijwel zeker als zijluiken van een drieluik bedoeld. Op de binnenkant van de linkervleugel is de hel of de toestand van de wereld voor de zondvloed afgebeeld en op de binnenkant van de rechtervleugel de Ark van Noach, nadat het water was geweken. Op basis hiervan is het moeilijk te zeggen wat het middenpaneel voor heeft gesteld, volgens Bosch kenner Von Baldass was dit een Laatste Oordeel, maar dit is allerminst zeker.
Bosch keek wat het rechterpaneel betreft, niet naar de iconografische traditie, maar ontleende zijn voorstelling direct uit de Bijbel. Hij koos het moment waarop de aarde net was drooggevallen en de dieren de ark verlieten. Om de voorstelling extra betekenis te geven voegt hij op de voorgrond de rottende kadavers van verdronken dieren en mensen toe.

Toen sprak God tot Noach, zeggende: Ga uit de ark, gij, en uw huisvrouw, en uw zonen, en de vrouwen uwer zonen met u. Al het gedierte, dat met u is, van alle vlees, aan gevogelte, en aan vee, en aan al het kruipend gedierte, dat op de aarde kruipt, doe met u uitgaan; en dat zij overvloediglijk voorttelen op de aarde, en vruchtbaar zijn, en vermenigvuldigen op de aarde. Toen ging Noach uit, en zijn zonen, en zijn huisvrouw, en de vrouwen zijner zonen met hem. Al het gedierte, al het kruipende, en al het gevogelte, al wat zich op de aarde roert, naar hun geslachten, gingen uit de ark.
— Genesis, 18:15-19.

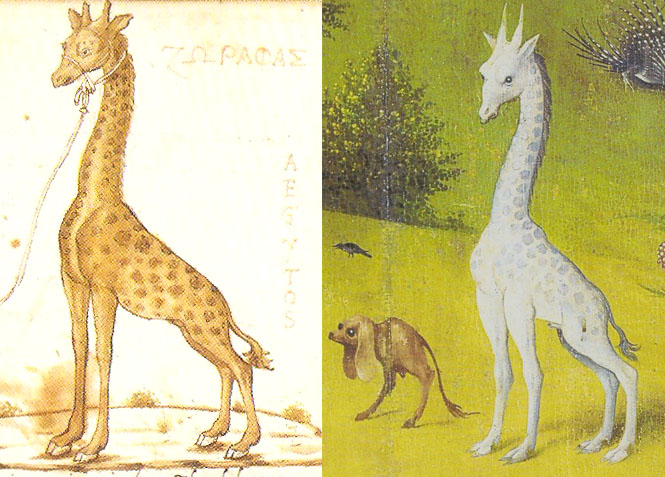
Bosch’ giraffe op het linkerpaneel van de Tuin der Lusten (rechts) vergeleken met die van in Cyriacus van Ancona's Egyptische reis (links).

De giraffe op het rechterpaneel, die in precies dezelfde vorm ook voorkomt in het paradijsluik van het drieluik de Tuin der Lusten, lijkt overigens te zijn ontleend aan eenzelfde soort giraffe-voorstelling als die waarop een afbeelding van een giraffe in het manuscript van het boek Egyptische reis van Cyriacus van Ancona op is gebaseerd.

## Buitenzijden
Aan de buitenzijde van de panelen bevinden zich vier medaillons in grisaille, die alleen te zien waren als het altaar gesloten was. Wat ze voorstellen is echter onduidelijk. Het kunnen allegorieën zijn, maar ook episoden uit een heiligenverhaal. Op het rechterpaneel wordt boven een halfnaakte man geranseld door demonen, terwijl daaronder dezelfde man door Jezus gezegend wordt. Dit zou kunnen verwijzen naar de verlossing door Jezus van het Kwaad.

## Datering en toeschrijving
Dendrochronologisch onderzoek heeft aangetoond dat het paneel uit het jaar 1491 stamt. Dit betekent dat het op zijn vroegst in 1508 beschilderd kan zijn. Waarschijnlijker is echter dat het pas omstreeks 1514 of later beschilderd is. Voor Bosch is dit dus een zeer laat werk. Toch twijfelt men niet aan de authenticiteit van het werk; zo omschreef kunsthistoricus Max Friedländer het als ‘almost certainly by Bosch’. Wijzigingen in de ondertekening van bijvoorbeeld de knielende man op het rechter buitenluik (van en profil naar driekwart gedraaid) wijzen op een originele compositie. Stilistisch gezien borduurt het werk voort op Bosch' hoogtepunten als het Antonius-drieluik en Visioenen uit het hiernamaals. Hierin ziet men een aanwijzing dat Bosch zich in het laatste deel van zijn leven nauwelijks verder ontwikkelde, zoals vaak wordt aangenomen (zie ook De kruisdraging).

## Herkomst
Het is niet onmogelijk dat het altaarstuk waar deze panelen deel van uitmaakten gelijk is aan het werk ‘Sicut erat in diebus Noë’ (Zoals het was in de dagen van Noach), dat in januari 1595 aangekocht werd door de landvoogd van de Zuidelijke Nederlanden, aartshertog Ernst van Oostenrijk. In 1927 werd het bij markies De Chiloedes in Madrid ‘herontdekt’ door kunsthandelaar N. Beets, die het tegen 1929 wist te verwerven. Beets verkocht het later aan de kunstverzamelaar Koenigs in Haarlem, die het van 1935 tot 1940 in bruikleen gaf aan het toenmalige Museum Boijmans. In 1940 kocht D.G. van Beuningen het werk, die het in 1941 schonk aan de Stichting Museum Boymans.